# Nipponogelasma lucia
Nipponogelasma lucia är en fjärilsart som beskrevs av Thierry-mieg 1916. Nipponogelasma lucia ingår i släktet Nipponogelasma och familjen mätare. Inga underarter finns listade i Catalogue of Life.